# Шваде NR.1
Шваде NR.1 је једноседи немачки ловачки авион који је производила фирма Шваде. Први лет авиона је извршен 1914. године. 

Размах крила је био 7,80 метара, а дужина 6,20 метара. Био је наоружан са једним 7,92 mm митраљезом Бергман.

## Наоружање
| Наоружање авиона: Шваде        |                   |
| Ватрено (стрељачко) наоружање  |                   |
| Топ                            |                   |
| Митраљез                       |                   |
| Број и ознака митраљеза        | 1 Bergmann LMG 15 |
| Калибар                        | 7,92              |
| Бомбардерско наоружање (бомбе) |                   |
| Ракетно наоружање (ракете)     |                   |